# Free From Seoul Deluxe Version
"Free From Seoul Deluxe Version"은 2016년 12월 29일에 발매된 B-free의 정규 4집 앨범이다. 
두 개의 EP인 Free From Seoul과 Free From Seoul 2를 먼저 발매한 뒤 이후 두 앨범을 Free From Seoul Deluxe Version이라는 이름으로 합쳐서 정규 앨범으로 발표했다. 
Korean Dream 발매 이후 오랜만에 정규 앨범으로 돌아온 비프리의 새롭게 변화된 음악 스타일을 여실히 보여주는 앨범으로, 전작보다 사운드적으로 가벼운 음악을 추구하는 한편, 가사적으로는 자유를 갈망하는 모습이 두드러지며, 거의 모든 곡을 비프리와 콕재즈가 함께 프로듀싱했다. 
이 앨범은 트랩이나 느긋한 클라우드 비트가 주를 이루며, 랩 스타일도 대부분의 트랙에서 멈블랩을 선보인다.

## 앨범 소개
[Free From Seoul]이라는 타이틀은 서울에서 태어나 서울에서 부터 자유로워 지고 싶다는 뜻이 담겨있다.

## 앨범 발매 과정
2016년 6월 25일, 뉴웨이브 레코즈의 설립 소식을 알리는 동시에 선공개 싱글 Shadow를 발매했다.
2016년 7월 21일, Shadow'부터 Won까지의 트랙이 담긴 Free From Seoul을 발매했다
2016년 10월 8일, Free From Seoul 2를 발매했다.

## 평가 및 반응
제 1회 한국 힙합 어워즈 올해의 힙합 앨범 부문 노미네이트
리드머 FREE FROM HELL 리뷰에 의해 언급된 적이 있다. 해당 앨범의 비프리의 랩과 프로듀싱은 훌륭하다고 하였지만, 앨범의 정서적 느낌과 산만한 구성이 별로라고 언급하였다.
리스너들의 평가는 한 때 유행을 하기 시작했던 클라우드 랩의 정석과 Chill한 차가운 느낌을 보여준 앨범의 정석으로 평가되고 있다.
특히 'Bring It Back' 같은 곡은 특유의 여운이 느껴져서 언급이 꽤 되는 편이다.

## 트랙 리스트
| #            | 제목                                           | 작사                        | 재생 시간 |
| ------------ | ---------------------------------------------- | --------------------------- | --------- |
| 1.           | 〈Shadow (feat. CokeJazz)〉                    | B-Free                      | 3:10      |
| 2.           | 〈NEW WAVE (feat. Double K & Paloalto)〉       | B-Free, Double K & Paloalto | 4:37      |
| 3.           | 〈Lies (거짓말) (feat. Justhis)〉              | B-Free & Justhis            | 3:34      |
| 4.           | 〈Fly Away (Remix) (feat. Loota & Kohh)〉      | B-Free, Loota & Kohh        | 3:09      |
| 5.           | 〈Dollars And Yen (feat. Okasian & CokeJazz)〉 | B-Free & Okasian            | 3:40      |
| 6.           | 〈Won (feat. CokeJazz)〉                       | B-Free                      | 3:00      |
| 7.           | 〈Freedom〉                                    | B-Free                      | 3:20      |
| 8.           | 〈James Bond〉                                 | B-Free                      | 2:47      |
| 9.           | 〈Water II〉 (feat. Justhis)                   | B-Free & Justhis            | 2:46      |
| 10.          | 〈Homies (feat. cLAsicc)〉                     | B-Free & cLAsicc            | 3:16      |
| 11.          | 〈Bring It Back (feat. Okasian)〉              | B-Free & Okasian            | 3:44      |
| 12.          | 〈Memories〉                                   | B-Free                      | 3:01      |
| 총 재생 시간 | 총 재생 시간                                   | 총 재생 시간                | 40:44     |

| #            | 제목                              | 작사                 | 재생 시간 |
| ------------ | --------------------------------- | -------------------- | --------- |
| 13.          | 〈Fly Away (feat. Loota & Kohh)〉 | B-Free, Loota & Kohh | 3:09      |
| 총 재생 시간 | 총 재생 시간                      | 총 재생 시간         | 43:53     |

- Recorded at New Wave Records, Seoul
- Mixed by Cheoung Moo Lee, Aldo, Gaka, B-Free
- Producer by freefromseoul, Cokejazz, cLAsicc
- Mastered by Cheoung Moo Lee
- Artwork and Design by 코끼리비트

Thanks to
- Sara, Cokejazz, Korlio, Eumko, Riverside note,
- Cheoung Moo Lee, Okasian, Subin, Sam, Mizo, Mitch, Darren,
- Justhis, cLAsicc, Double K, Paloalto, Loota, Tunnel no.5,
- Chancellor, Gaka, Gun-ill, Ha Jae Yoon, Aeizoku, Soorin,
- #teamtravs #teamhai[4]

## 영상

### 뮤직비디오
B-Free - NEW WAVE 'Official Music Video'
(2016. 7. 11.) / The Official Music Video for B-Free - "NEW WAVE"
B-Free "James Bond" M/V
(2016. 10. 11.) / The Official Music Video for B-Free "James Bond"

### 관련 영상
B-Free "Free from Seoul 2" Making Film
(2016. 10. 4.) / B-Free "Free from Seoul 2" Making Film
B-Free "free from Seoul 2 Concert" making flim
(2017. 1. 18.) / B-Free "free from Seoul 2 Concert" making flim

## 여담
- 비프리라는 이름으로 마지막 앨범이 될 뻔했지만, Free Shane이라는 이름으로 바꾸는 것을 포기해서 그렇지 않게 되었다.
- 힙플라디오에서 음향이 다른 보통 음원보다 낮게 만든 이유는, 한국은 너무 음압으로 승부를 본다며 조금만 볼륨을 크게 높이면 귀가 찢어지게 아픈 것이 마음에 들지 않아, 앨범 음압을 아이튠즈 음압 기준으로 만들었다고 한다.[5]
- 한국어를 쓰면 너무 심각한 것 같아서 영어를 많이 썼다고 한다. 모든 곡이 각각 하루만에 가사를 빨리 썼다고 한다.
- 자신의 정규 '희망'과 'Korean Dream'은 내가 당장 쓸 수 있는 가사 중에 제일 좋은 걸로 골라서 진지하게 작업을 했던 것인데 이번 앨범에서는 편하게 만들었다고 말하였다.
- 힙플라디오에 의하면 믹싱을 3번이나 했다고 한다. 한국에서 Gaka와 3개월 동안 믹싱을 2번이나 하고 맘에 안 들어서 미국 갔을 때도 하고 다시 한국에서 했다고 말하였다. 2016년 12월에 합쳐 발매된 듀플렉스에서는 상당히 믹싱이 뛰어나져 있는 것을 확인할 수 있다.
- 이 앨범의 음원사이트 평점은 유독 낮은데, 그 이유는 비프리가 방탄소년단을 디스한 탓에 방탄소년단 팬들이 무려 4년씩이나 비프리의 음악에 별점 테러 및 악플 달기를 자행하고 있는 탓이다.
- 10번 트랙 'Homies'에 피처링한 cLAssic은 비프리가 미국 살 당시의 친구라고 한다.
- 그리고 '거짓말' 이라는 곡은 세월호 사태와 군대에 대한 비프리의 비판이다. 참고로 리드머의 남성훈 평론가는 이 곡을 2016 국내 랩/힙합 트랙 16선 중 하나로 꼽기도 했다.
- 그리고 이번 앨범 참여진에 비프리의 이름이 freefromseoul으로 되어있는데, freefromseoul은 비프리의 인스타그램 아이디였으며 동시에 본인의 정체성을 표현해 준다. '서울에서 온 Free'라는 뜻으로도 해석될 수 있고 '서울로부터의 자유'로도 해석될 수도 있기 때문이라고. 서울에서 태어나서 하와이에서 자란 후 다시 서울로 돌아온 비프리의 이름을 완벽히 대변하는 이름이다.
- 비프리는 이 앨범을 통째로 사운드클라우드에 무료로 공개했다. 심지어는 CD Only 트랙인 'Fly Away' 마저도 공개했다. 인스트루멘탈 역시 마지막 트랙까지 업로드 되어있다.
- 'Dollars and Yen' 뮤직비디오를 찍으러 일본에 갔는데 대신 'James Bond'의 뮤직비디오가 나왔다.[6]
- 인터뷰에서 서울을 떠나고 싶다는 가사가 있어서 지금도 그러냐는 말에 지금은 생각이 달라졌으며 그때 너무 거만했으며 큰 돈을 받자 펑펑 써서 빚까지 겪었다고 한다. 하지만 지금은 갚았고 이제는 지혜롭게 돈을 써야겠다는 것과 그래서 서울을 살기 싫어했으며 평화로운 곳에 살고 싶었는데 알고 보니 평화로운 곳은 여기 였으며 자신이 있어야 한 곳은 여기라고 답변했다.
- 2021년 10월 4일 인스타에서 앨범이 품절되었다고 올렸다.[7]
- 2021년 11월 13일, 래퍼 '감마'는 인스타그램 스토리로 'Korean Dream'과 "Free From Seoul Deluxe Version" 곡이 들어있는 플레이리스트 사진 위에 '한국최고'라며 비프리의 인스타그램 아이디와 함께 공유한 적이 있다.